# Salah Eddine Cheikh
Salah Eddine Cheikh (né le 24 février 1983) est un joueur de handball Algérien. Il évolue au sein du HBC El Biar et de l'équipe nationale d'Algérie.
Il participe notamment au Championnat du monde 2013.

## Palmarès

### avec l'Équipe d'Algérie
Championnat du monde de handball
- 15e au championnat du monde 2011 ( Suède)
- 17e au championnat du monde 2013 ( Espagne)

Championnat d'Afrique
- Médaille d'bronze au championnat d'Afrique 2010 ( Égypte)

Autres
- Médaille d'bronze  aux Jeux africains de 2011